# Aphaereta brevis
Aphaereta brevis är en stekelart som beskrevs av Vladimir Ivanovich Tobias 1962. Aphaereta brevis ingår i släktet Aphaereta och familjen bracksteklar. Inga underarter finns listade i Catalogue of Life.